# Augustyn
Augustyn – imię męskie pochodzenia łacińskiego od łac. Augustinus, utworzone od przydomka ‘Augustus’, nadanego Oktawianowi przez senat, oznaczające „należący do Augusta”.
Żeńskim odpowiednikiem jest Augustyna.
Augustyn imieniny obchodzi: 28 stycznia, 27 i 28 maja, 9 lipca, 24 lipca, 3 sierpnia i 28 sierpnia (dzień śmierci św. Augustyna).
Odpowiedniki w innych językach:
- esperanto: Aŭgusteno[2]

Znane postaci o tym imieniu:
Święci
- św. Augustyn z Hippony – filozof, biskup Hippony, doktor Kościoła
- św. Augustyn z Canterbury – arcybiskup Canterbury
- św. Augustyn Zhao Rong – chiński ksiądz, męczennik
- św. Augustyn Yi Kwang-hŏn – męczennik koreański
- św. Augustyn Yu Chin-gil – męczennik koreański
- św. Augustyn Pak Chong-wŏn – męczennik koreański

Pozostali
- Augustyn Bloch – kompozytor polski
- Agostino Cacciavillan – kardynał katolicki
- Augustin Pyramus de Candolle
- Agostino Carracci – włoski malarz i rytownik przełomu renesansu i baroku
- Agostino Casaroli – kardynał katolicki
- Augustin Louis Cauchy – matematyk francuski
- Austin Croshere (ur. 1975) – amerykański koszykarz
- Agustin Egurrola – polski choreograf
- Augustine Ejide – piłkarz nigeryjski
- Agostino Galamina – włoski kardynał, dominikanin
- Augustyn Kadłubiski – konfederat barski
- Augustyn Kordecki – polski zakonnik
- Augustyn Locci – twórca kolumny Zygmunta
- Augustyn Wincenty Locci – twórca pałacu w Wilanowie
- Augustyn Necel – pisarz, kaszubski autor powieści historycznych
- Agostinho Neto – angolski polityk i poeta
- Augustyn Pelanowski – paulin z krakowskiej Skałki
- Augustyn Skórski – polski hokeista, olimpijczyk
- Augustyn ze Stargardu – kronikarz i lektor klasztoru w Stargardzie
- Augustyn Świder – polski pisarz, powstaniec
- Pierre Augustin Caron de Beaumarchais – francuski dramaturg